# 後藤紀夫
後藤 紀夫（ごとう のりお、1937年（昭和12年）1月22日 - ）は、中部日本放送の元アナウンサー。
神奈川県出身で神奈川県立横浜翠嵐高等学校から早稲田大学卒業。主に1960年代〜1990年代にかけて、スポーツ中継を中心に活躍した。

## 人物
- 1959年（昭和34年）、中部日本放送に入社。中日ドラゴンズ戦の実況中継などのスポーツアナウンサーとして活躍。
- 1997年に退職後、椙山女学園大学講師を勤めていた。
- カナダの野球史に詳しく、「バンクーバー朝日」のドキュメント番組の制作に関わっている。その後も「バンクーバー朝日」に関して独自に取材を重ね、これをまとめた著書を2010年3月に上梓[1]。
- ノーヒットノーランを達成した試合の実況中継（ラジオ）を2回担当している。
  - 中山義朗　（1964年8月18日 対巨人戦 ナゴヤ球場）
  - 近藤真一　（1987年8月9日 対巨人戦 ナゴヤ球場[2]）
- 1974年10月12日、中日ドラゴンズが20年ぶりのセ・リーグ優勝を決めた対大洋ホエールズ戦ダブルヘッダー第2試合のラジオ実況を担当した。
- また、1980年代後半～1990年代前半にかけてボクシングの実況も務めた。折から畑中清詞が台頭した時期であり、畑中が出場した世界タイトルマッチ全3試合のテレビ中継を実況した。1991年2月3日に畑中がWBC世界ジュニアフェザー級王座を奪取した際には、レフェリーが試合を止めてTKOを宣した瞬間、『終わりっ!終わりっ!』と絶叫気味に実況する場面もみられた。

さらに、CBCが初めてラジオのボクシング中継を自社制作した、WBC世界バンタム級統一王座決定戦・薬師寺保栄対辰吉丈一郎戦（1994年12月4日）においても実況を担当した。このラジオ中継は、JRNを通じて全国16局に同時ネットされた。

## 過去の出演番組
- CBCラジオ・プロ野球中継　（現行タイトル - CBCドラゴンズナイター）
  - 1964年オールスターゲーム 第2戦 実況
  - 1971年オールスターゲーム 第2戦 実況
  - 1984年オールスターゲーム 第3戦 実況
  - 1988年オールスターゲーム 第2戦 実況
- CBCテレビ・プロ野球中継　（現行タイトル - 侍プロ野球）
  - 1975年オールスターゲーム 第2戦 実況
  - 1979年オールスターゲーム 第2戦 実況
  - 1974年の日本シリーズ 第1戦
  - 1988年の日本シリーズ 第2戦

## 著書
『伝説の野球ティーム バンクーバー朝日物語』　岩波書店、2010年3月 ISBN 4000244558